# Zaskale (powiat kielecki)
Zaskale – wieś w Polsce położona w województwie świętokrzyskim, w powiecie kieleckim, w gminie Strawczyn.
| SIMC    | Nazwa     | Rodzaj    |
| ------- | --------- | --------- |
| 0274097 | Nowa Wieś | część wsi |
| 0274105 | Żabiniec  | część wsi |

W latach 1975–1998 miejscowość administracyjnie należała do województwa kieleckiego.
Miejscowość wchodzi w skład sołectwa Niedźwiedź.